# Veulen (sterrenbeeld)

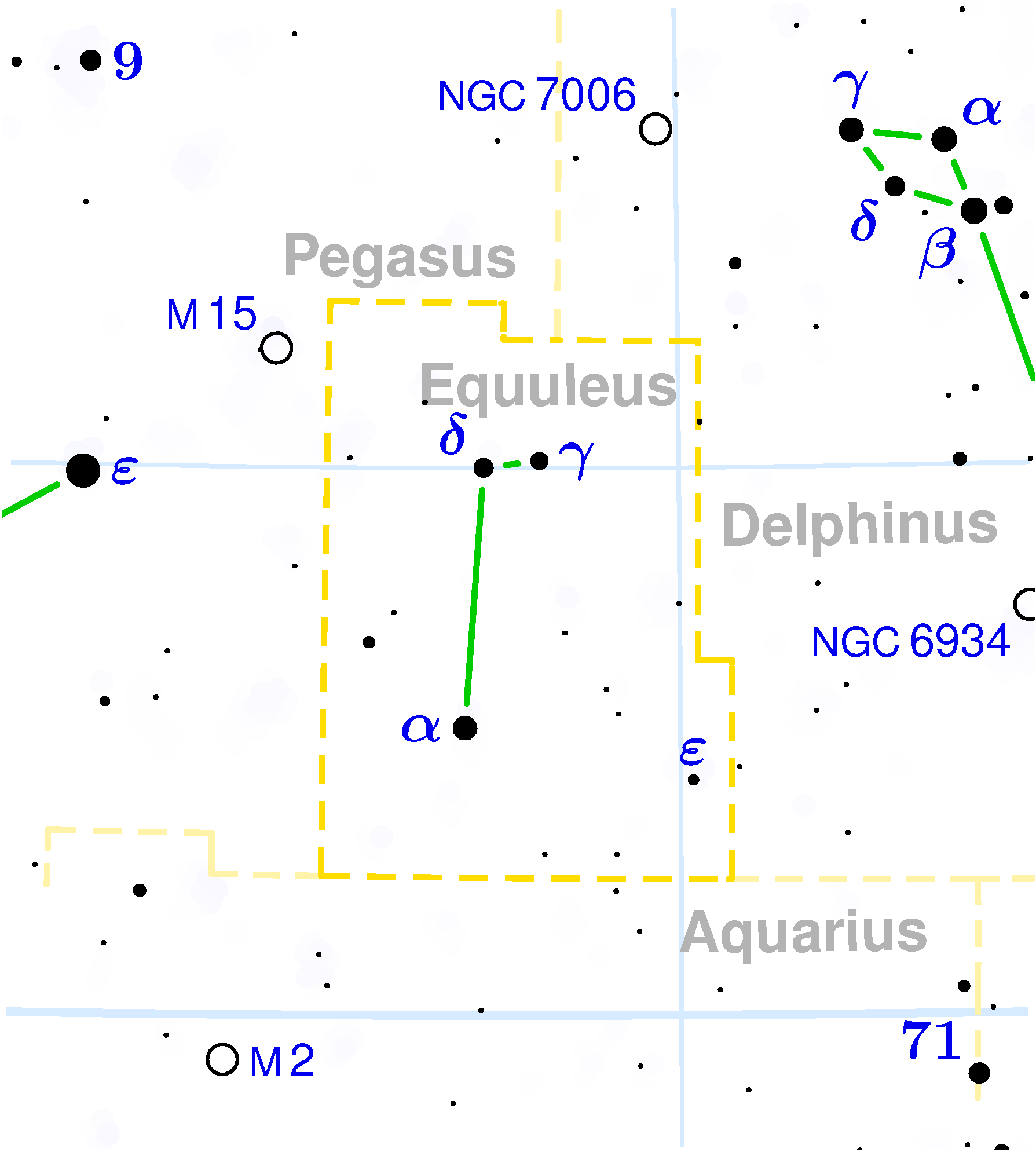
Kaart van het sterrenbeeld Veulen.

Veulen (Equuleus, afkorting Equ) is een klein sterrenbeeld in de buurt van de hemelevenaar, tussen rechte klimming 20u54m en 21u26m en tussen declinatie +2° en +13°.

## Sterren
(in volgorde van afnemende helderheid)
- Kitalpha (α, alpha Equulei)

## Drie kleine sterren
δ Equulei (delta Equulei) wordt, volgens T.W.Webb's Celestial Objects for Common Telescopes, gevolgd door drie kleine sterren gerangschikt in een rechte lijn (followed by 3 little stars singularly arranged in a straight line).

## Telescopisch waarneembare objecten

### New General Catalogue(NGC)
NGC 7015, NGC 7040, NGC 7045, NGC 7046

### Index Catalogue(IC)
IC 1360, IC 1361, IC 1364, IC 1365, IC 1367, IC 1375, IC 1377, IC 1379, IC 5083, IC 5097, IC 5098

## Aangrenzende sterrenbeelden
(met de wijzers van de klok mee)
- Dolfijn (Delphinus)
- Waterman (Aquarius)
- Pegasus